# Locris biformis
Locris biformis är en insektsart som beskrevs av Jacobi 1921. Locris biformis ingår i släktet Locris och familjen spottstritar. Inga underarter finns listade i Catalogue of Life.